# Turinyphia maderiana
Turinyphia maderiana là một loài nhện trong họ Linyphiidae.
Loài này thuộc chi Turinyphia. Turinyphia maderiana được Ehrenfried Schenkel-Haas miêu tả năm 1938.